# Luce di Boston
La Luce di Boston (Boston Light in inglese) è un faro situato sull'isolotto di Little Brewster di fronte al porto di Boston in Massachusetts.

Nel 1716 venne costruito in questa posizione il primo faro innalzato in quelli che in seguito sarebbero diventati gli Stati Uniti d'America. Distrutto nel 1776 durante la guerra d'indipendenza americana, venne ricostruito nel 1783 e l'attuale struttura è il secondo faro più vecchio degli Stati Uniti tra quelli ancora in funzione, dopo il faro di Sandy Hook nel New Jersey.
Automatizzato nel 1998, è l'unico faro del paese ad essere ancora attivamente gestito dalla Guardia Costiera degli Stati Uniti, anche se in realtà i guardiani fungono soprattutto da guide turistiche. Nel 1966 è stato inserito tra i National Historic Landmark con numero di riferimento 66000133.
La torre, realizzata in muratura, è dipinta di bianco ed è alta 27 metri. La lanterna è equipaggiata con una lente di Fresnel di secondo ordine e ha una portata di 27 miglia nautiche.